# Franco Togni
Franco Togni (Alzano Lombardo, 3 novembre 1960 – Carona, 29 dicembre 2016) è stato un maratoneta, fondista di corsa in montagna e triatleta italiano.
Tra i suoi successi, spicca il primo posto al campionato assoluto italiano, svoltosi alla maratona di Carpi del 1996, all'età di 36 anni, con il tempo di 2h12'36" (allenandosi nei ritagli di tempo del lavoro, e lasciando alle spalle molti atleti professionisti).
Oltre al titolo assoluto, nella sua ultraquarantennale carriera podistica, ha ottenuto diversi titoli nella categoria master per la maratona, per il cross e la corsa in montagna. Da qualche anno militava nelle file dell'associazione sportivo dilettantistica Runners Bergamo, con la quale collaborava come preparatore atletico, forte della sua esperienza e passione.
Il 29 dicembre del 2016, all'età di 56 anni, è scomparso a seguito di un incidente in montagna, nei pressi del passo di Valsecca, durante la traversata dal rifugio Fratelli Calvi, al rifugio Baroni al Brunone.

## Biografia

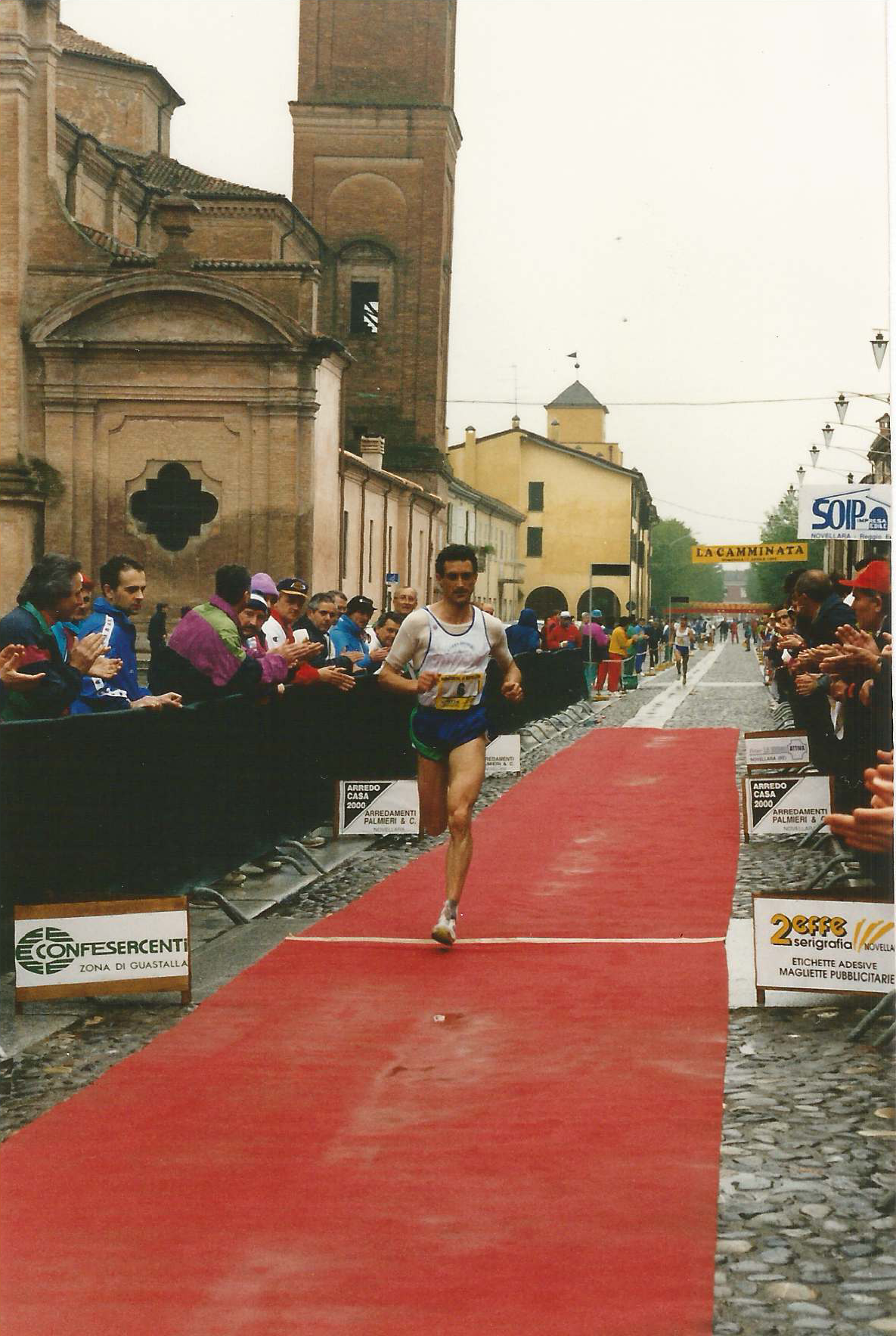
Franco Togni alla di Novellara

Franco Togni è nato ad Alzano Lombardo, da Felice Togni e Maria Trovesi, secondo di tre figli (ha due sorelle, Patrizia e Monica), e con i genitori risiedeva a Torre Boldone. Sposato con Patrizia Baggi, padre di tre figli, Manuel, Simona e Gabriele, viveva a Sorisole.
Sin da giovane si appassiona alla corsa, tanto che comincia prestissimo, e nel 1973 si iscrive alla neonata Atletica la Torre. Dall'età di 15 anni fino al servizio militare smette di correre, per poi riprendere dedicandosi anche ad altre discipline, come il nuoto pinnato, il ciclismo, lo sci alpinismo e l'alpinismo. A testimonianza di questo, le sue scalate al Monte Bianco, al monte Ararat in Turchia, e a gran parte delle prealpi orobiche. Continua per alcuni anni praticando varie attività sportive, poi verso la fine degli anni '90 si dedica seriamente all'atletica leggera, cominciando ad ottenere i primi risultati; verso la fine degli anni 90, a causa di alcuni infortuni, in particolare alla schiena, Franco si fermerà fino al 2005, rientrando poi gradualmente e tornando ad alti livelli di categoria. 
Di seguito alcuni dei suoi risultati più significativi.

### Corsa su strada
All'età di 29 anni comincia a farsi notare nel mondo dell'atletica leggera, partecipando alla 100 km del Passatore del 1989, piazzandosi al 9º posto assoluto con il tempo di 8h10'55"; ma è l'anno successivo dove ottiene il miglior risultato all'ultramaratona, con l'8º posto assoluto e il tempo di 7h08'33", secondo italiano a pochissimi secondi, e dopo aver guidato la gara al primo posto per 70 km circa. Successivamente prende parte alla 12ª edizione della 30 km di Novellara, terminata al primo posto con 1h39'12", gara alla quale parteciperà anche nel 1994 classificandosi al secondo posto assoluto con il tempo di 1h38'55", e nel 1996, vincendola ancora, con il tempo di 1h36'17".
Il suo esordio ad alti livelli nella maratona avviene il 5 novembre del 1995 a Cesano Boscone, dove si classifica al secondo posto con il tempo di 2h14'24". La sua carriera podistica è coronata nel 1996 alla maratona di Carpi, dove si classifica al secondo posto assoluto, solo dietro allo spagnolo Fabián Roncero, e si laurea campione italiano della specialità all'età di 36 anni, con il tempo di 2h12'36" (che all'epoca era anche il record italiano master categoria SM35 sulla distanza.
Dal 1993 comincia la sua avventura con la società Tre Stelle Nautica Bolis di Vercurago, e si dedica principalmente alla maratona, seguito dal dottor Bruno Sgherzi.

#### Maratona

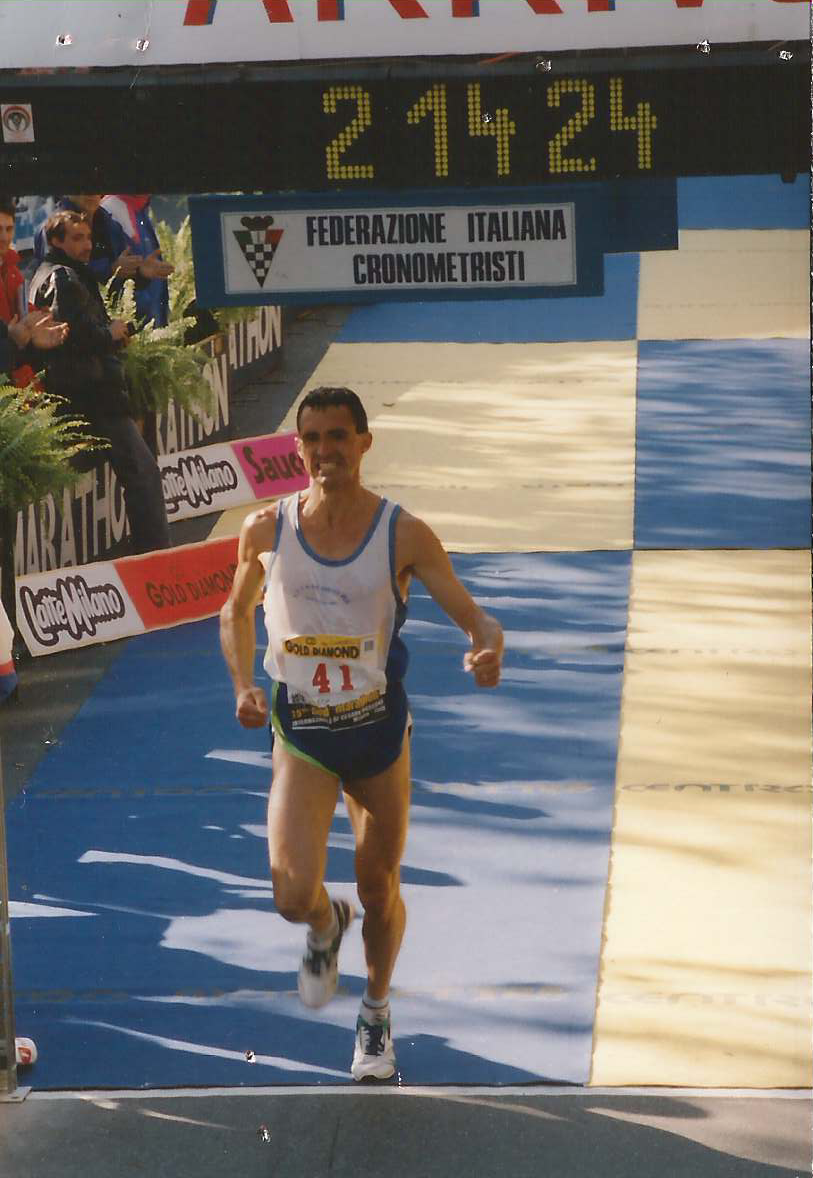
Franco Togni alla maratona di Cesano Boscone 1995

##### 1995
- Il 5 novembre, partecipa alla maratona di Cesano Boscone, prima grande sfida ad alti livelli sulla lunga distanza, classificandosi al 2º posto con il tempo di 2h14'24".

##### 1996
- Partecipa il 3 marzo alla maratona di Vigarano, e si posiziona al 2º posto, col tempo di 2h14'44", confermando il periodo di grande forma.
- Il più importante traguardo da lui raggiunto, il 13 ottobre a Carpi alla maratona d'Italia, classificandosi al 2º posto solo dietro allo spagnolo Roncero, con il tempo di 2h12'36", primato personale e titolo di campione italiano assoluto.

##### 2012
- Ritorna a correre la maratona del titolo italiano a Carpi, ed anche stavolta la gara va bene, chiude in ottava posizione, vincendo il titolo italiano della categoria MM50, con il tempo di 2h34'53".

##### 2014
- Il 4 aprile a Milano, corre la maratona in 2h35'34", piazzandosi ventesimo assoluto e vincendo ancora il titolo italiano di categoria.

##### 2016
- Partecipa alla maratona di Ravenna il 13 novembre, prova valida per il campionato italiano master, si posiziona al primo posto della categoria SM55, con il tempo di 2h44'06".

#### Mezza maratona

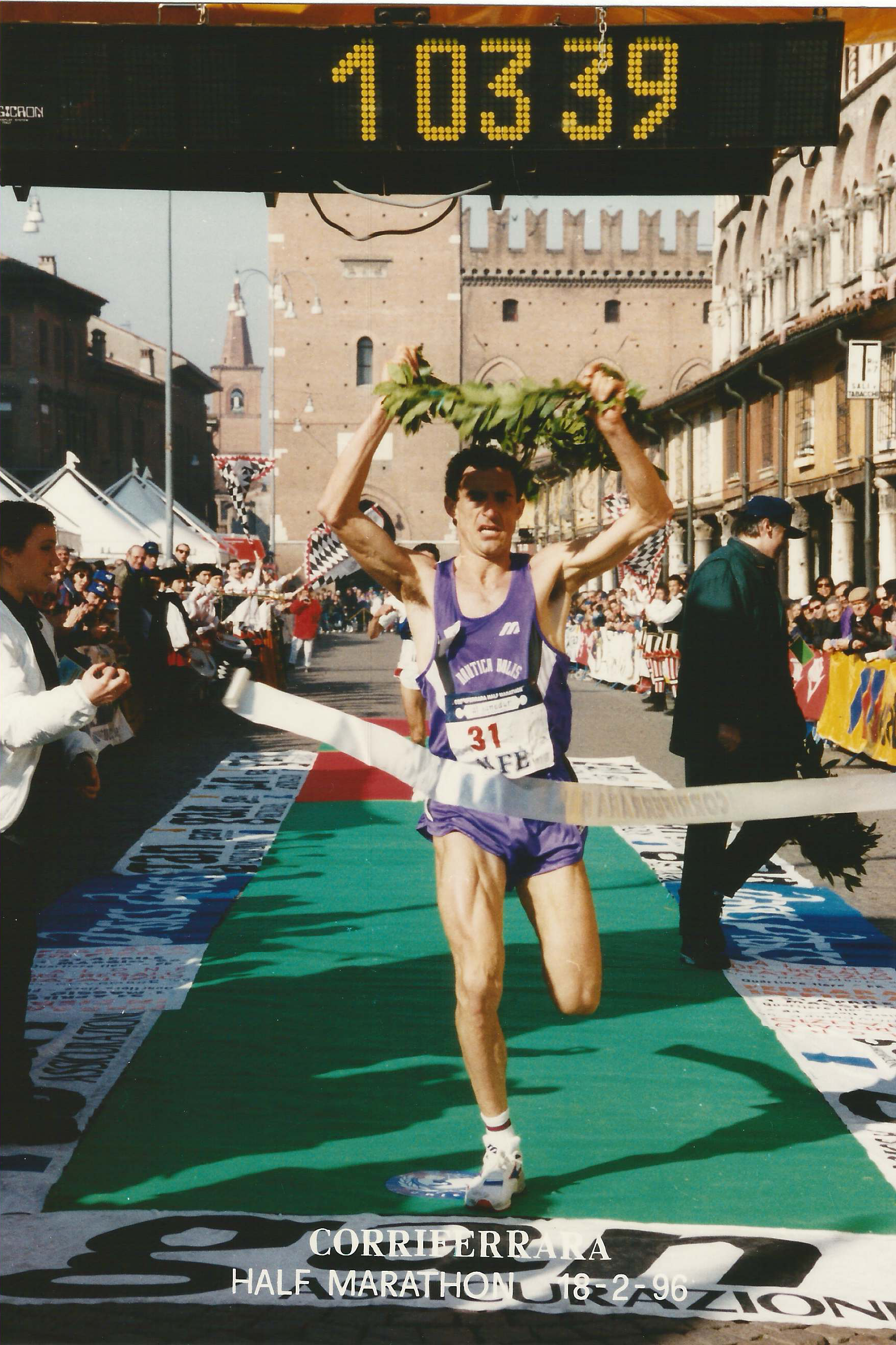
Franco Togni alla mezza maratona di Ferrara 1996

##### 1994
- Il 26 dicembre, alla mezza di S. Stefano ad Ostiano, provincia di Cremona, vince la gara, seguito dai compagni della Tre stelle nautica Bolis, Carmelo Traini ed Alfredo Cosentino col tempo di 1h06'57"; in questo periodo si allenava col compagno di squadra Vito Cornolti.

##### 1995
- Verso la fine dell'anno, il primo di ottobre, gareggia a Pietramurata, la mezza valle dei laghi, conclude al 3º posto, limando ancora il personale a 1h04'32".

##### 1996
- Il 18 di febbraio vince la mezza di Ferrara,[6] fermando il cronometro a 1h03'40", suo record personale.

#### Diecimila

##### 1994
- L'11 giugno, al campo Saini di Milano, si piazza al primo posto, facendo registrare il tempo di 29'39"05, ottenuto sotto la pioggia, in una gara solitaria.

##### 1995
- Il 29 di aprile, presso la pista del campo comunale in via delle valli a Bergamo, fa segnare il suo record sulla distanza, col tempo di 29'16"07, posizionandosi al primo posto.
- Al campionato assoluto di Rubiera, Reggio Emilia, si classifica al 9º posto, stoppando il cronometro a 29'20"08, dietro ai più giovani futuri campioni Stefano Baldini e Danilo Goffi, rispettivamente 1º e 3º assoluti.

#### Staffette

##### 1994
- A Lecco il 25 settembre si corre la staffetta 6×1ora Trofeo Chistolini in pista, Franco conquista la prima posizione con la media dei 18,8 km/h, gara alla quale parteciperà anche l'anno successivo, vincendo ma questa volta raggiungendo la media dei 19 km/h.

### Corsa in montagna e campestre

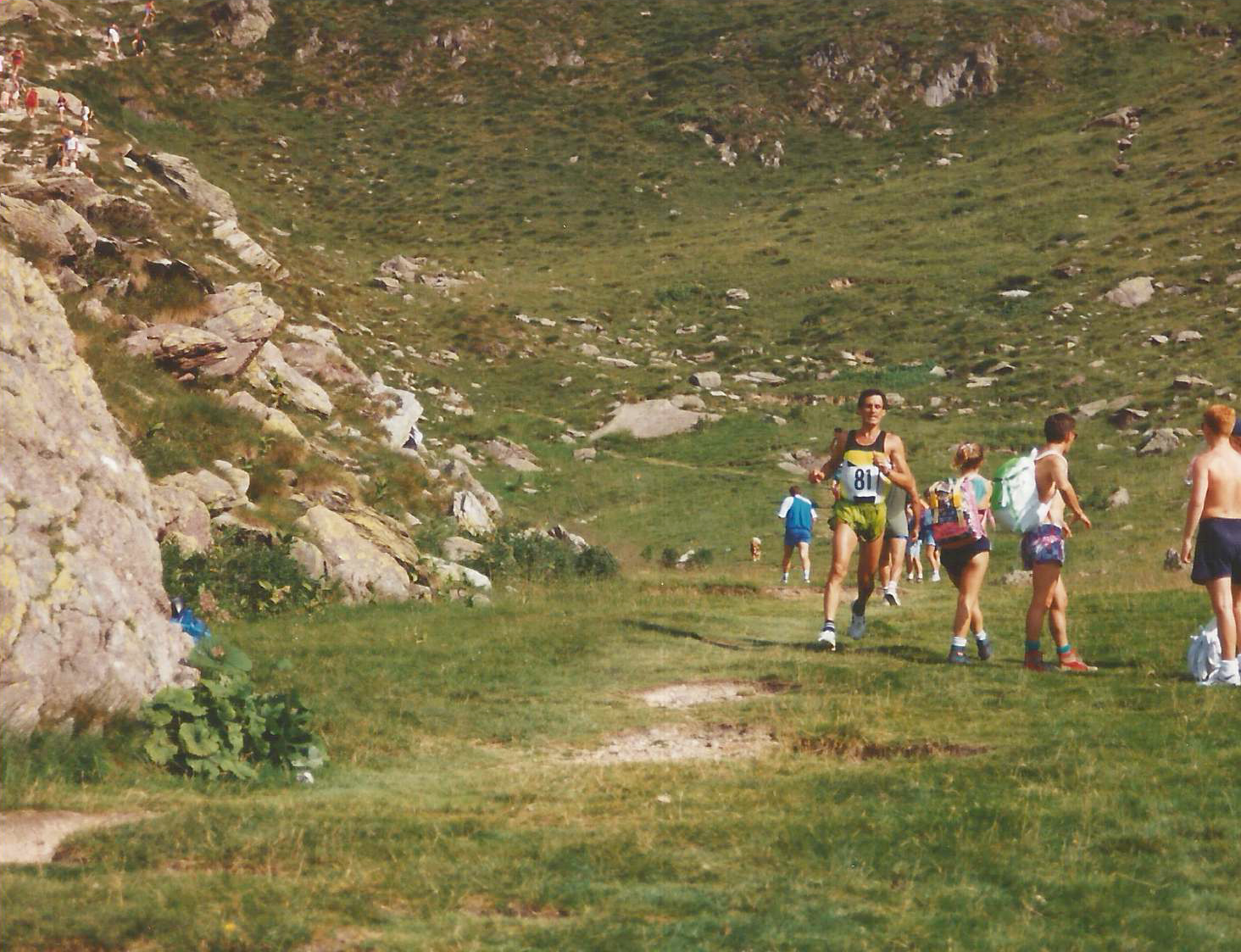
Franco Togni alla Roncobello Laghi Gemelli 1994

Un capitolo molto importante della carriera di Franco, è stato sicuramente quello della corsa in montagna, dove ha ottenuto ottimi risultati, tra cui nel 1992 la vittoria del campionato provinciale, valido per l'anno 90-91, il tutto coronato con la convocazione in nazionale a Tirrenia, nel 1995, e seguito da titoli italiani nella categoria master. Come per la montagna, anche l'off-road era un ottimo terreno per le sue caratteristiche.

#### 1994
- Il 14 maggio è al 13º Giro podistico Cles valido per il campionato italiano, distanza 8,5 km, dove Franco si posiziona al 10º posto col tempo di 25'35".
- Al 31º Trofeo terza punta di Sesto Fiorentino del 19 maggio, valido per il campionato italiano di corsa in montagna a staffetta, il trio Togni-Cornolti-Invernizzi, chiude al terzo posto col tempo di 1h30'05".
- Ad Artavaggio, in provincia di Como, alla gara nazionale di staffetta, conclude al primo posto insieme ai soliti due compagni.
- Terzo posto assoluto a Gualdo, Firenze, al campionato italiano di staffetta, il 19 giugno in 30'05".
- La prima prova combinata a San Pellegrino Terme del 10 luglio, la scalata al Monte Zucco, percorso di 11 km, valido per campionato italiano, conclude la gara al 9º posto in 53'12".
- Alla Roncobello-Laghi Gemelli, conquista la prima posizione, col tempo di 1h36'45", seguito da Vito Cornolti e da Paolo Colombo.
- Gara internazionale al Sierre-Zinal in Svizzera, gara dura di 31 km in montagna, conclusa con l'8º posto in 2h44'26", primo degli italiani, tenutasi il 14 agosto.

#### 1995

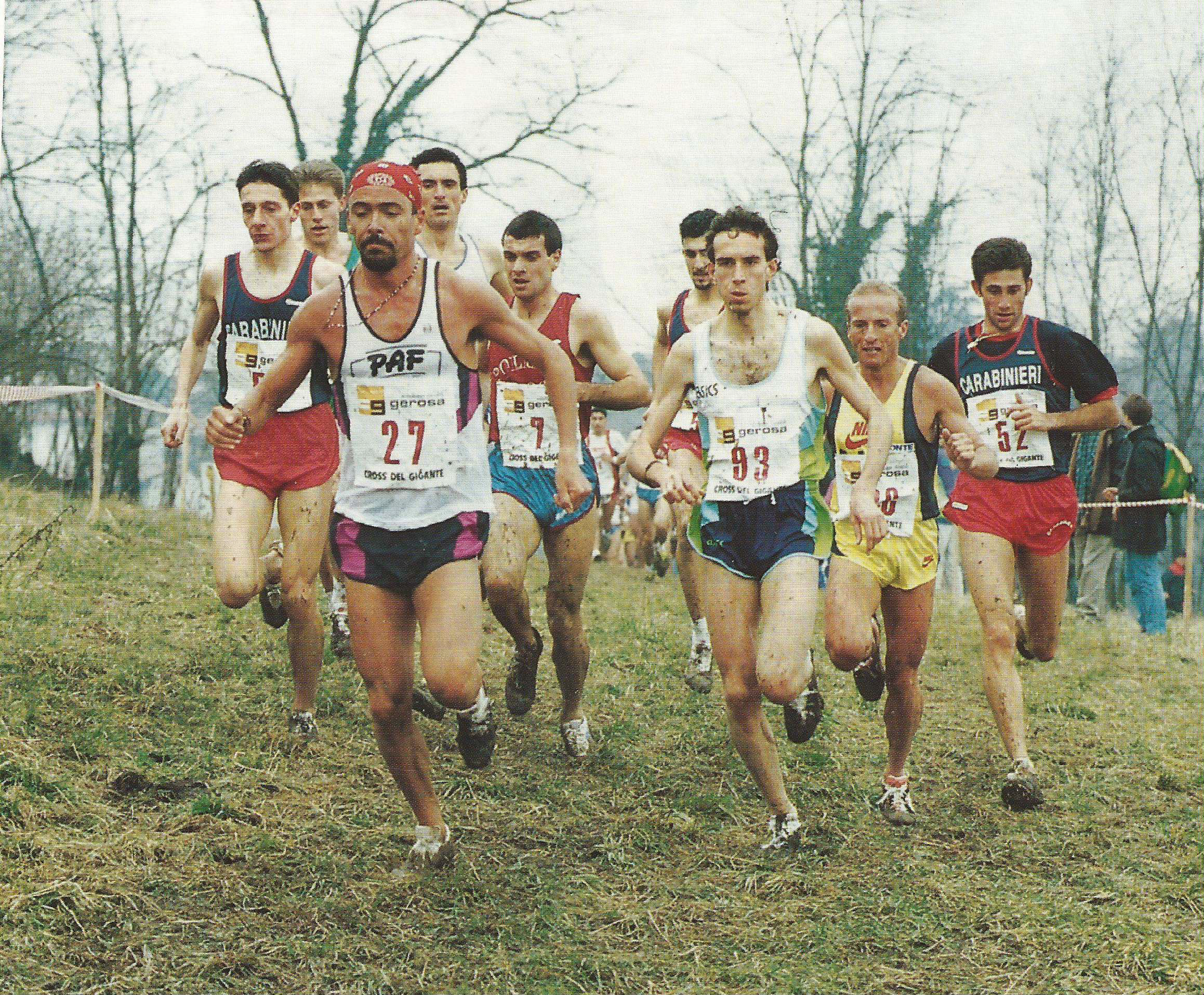
Inverigo 1995, selezione nazionale

- Gran premio Cariplo di Orzinuovi, inizio gennaio, si laurea campione regionale sulla gara di 9,6 km in 33'27".
- Al 5º cross di Inverigo nel mese di febbraio, valido per il campionato italiano di corsa campestre, su un percorso di 12 km, ottiene l'11º posto a 1'23" da Pusterla.
- Il 13 febbraio, viste la sua ottima condizione fisica, riceve la convocazione nella nazionale di corsa in montagna, a Tirrenia.
- Campionato di cross provinciale, prima tappa ad Azzano San Paolo il 19 febbraio, 1º posto davanti a Cosentino e Ciaponi.
- Seconda tappa del provinciale di cross a Rovetta, sempre 1º posto, esattamente il mese successivo, il 19 marzo.
- Ancora all'Erba-Capanna Mara,[7] il 4 giugno, stavolta in coppia con Traini, 1º posto in 43'16".

#### 1996
- Al campionato italiano di societa per il cross, tenutosi a Salsomaggiore Terme il 28 gennaio, ottiene il 7º posto in 37'22".

#### 2006
- A Mezzoldo, campione italiano corsa in montagna MM45, tempo 52'59" su 12 km di percorso.

#### 2012
- Campionato italiano cross, primo classificato categoria MM50.

### Triathlon

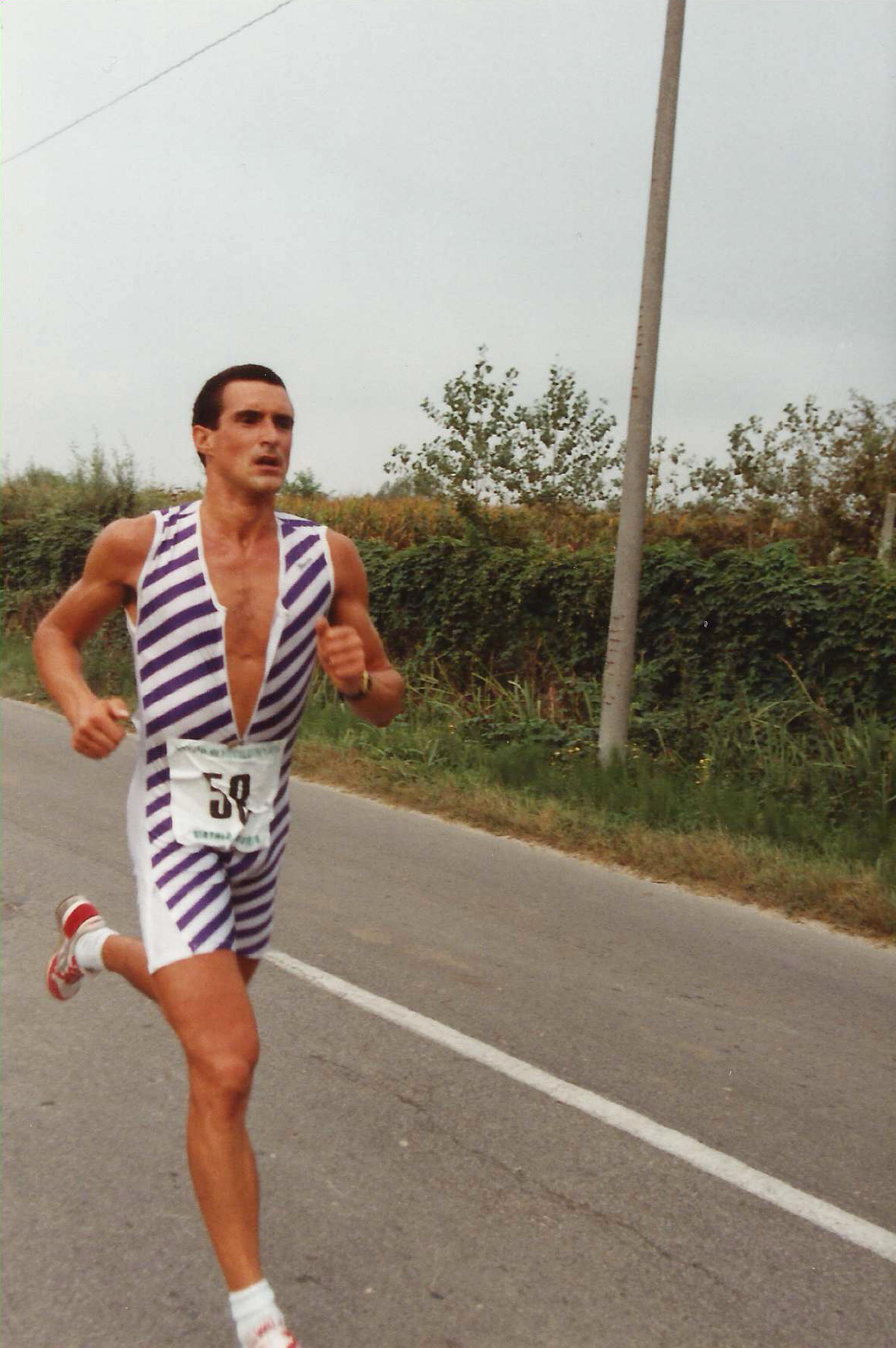
Franco Togni durante una gara di triathlon

Un'altra pagina sportiva di Franco, è stata il triathlon; durante la fine degli anni 80 e l'inizio dei 90, partecipa a numerose competizioni, affiliato alla neonata Triathlon Bergamo; già nel 1988 si cimenta ad Alzano in un triathlon composto da skirool, ciclismo e corsa; si classifica al 4º posto.
Verso la metà del 1989 comincia con più frequenza a partecipare a gare competitive, ma dal 90 ottiene i migliori risultati, il 22 luglio a Tolentino, ai campionati assoluti si classifica 20º, poi il 25 del mese successivo a Venezia, all'Ironlion centra il podio al terzo gradino.
Il 1º settembre a Bardolino campionato italiano società, conclude la prestazione al 18º posto (gara alla quale parteciperà anche l'anno successivo, arrivando al 12º posto), mentre il 9 dello stesso mese, partecipa al campionato italiano, tenutosi al lido delle nazioni a Ferrara, nella specialità 'medio' (2,5 km nuoto, 80 km ciclismo, 20 km corsa), classificandosi al terzo posto assoluto.
Sull'onda di questo risultato, pur non facendo parte della nazionale italiana di triathlon, con il permesso della FITri, partecipa al campionato europeo tenutosi a Zofingen in Svizzera il 30 settembre del 1990, che prevedeva 5 km di corsa, 30 km di bicicletta, ed altri 5 km ancora di corsa, posizionandosi al 31º posto. A Pettenasco in provincia di Novara, gareggia al Triathlon Internazionale Lago d'Orta, 1,5 km di nuoto, 40 km di bicicletta e un diecimila finale, 22' per il nuoto, 1 ora la bicicletta e 33'30" la corsa, si classifica 25º assoluto.
Continuò con questa disciplina fin verso la fine del 1992 (anno in cui ottenne il 14º posto nel ranking italiano), poi si dedicò alla corsa, disciplina che gli ha dato i risultati migliori.

### Altri sport
Atleta poliedrico, prima di innamorarsi definitivamente dell'atletica leggera, si cimenta in altre discipline sportive, tra cui calcio, nuoto pinnato, ciclismo, passioni che poi non perderà mai nell'arco della sua vita.

## Campionati nazionali
1989
- 25º ai campionati italiani assoluti di maratona - 2h34'19"

1994
- 10º ai campionati italiani di corsa in montagna
- Bronzo ai campionati italiani di corsa in montagna a staffetta (in squadra con Cornolti ed Invernizzi)

1995
- 9º ai campionati italiani assoluti nei 10000 m - 29'20"8
- 11º ai campionati italiani di corsa campestre - 39'05"

1996
- Oro ai campionati italiani assoluti di maratona - 2h12'36"

2006
- Argento ai campionati italiani master, 10 km su strada, categoria SM45 - 34'26""[8]
- Oro ai campionati italiani master di corsa in montagna, categoria SM45

2012
- 8º ai campionati italiani assoluti di maratona - 2h34'53"
- Oro ai campionati italiani master di maratona, categoria SM50 - 2h34'53"
- Oro ai campionati italiani master di corsa campestre, categoria SM50

2014
- Oro ai campionati italiani master di maratona, categoria SM50 - 2h35'34"

2015
- 13º ai campionati italiani di 50 km su strada[9] - 3h37'55"
- Oro ai campionati italiani master di 50 km su strada[10]- 3h37'55"
- Oro ai campionati italiani master di corsa campestre, categoria SM55[11]

2016
- Oro ai campionati italiani master di maratona, categoria SM55 - 2h44'06"
- Bronzo ai campionati italiani master di corsa in montagna, categoria SM55

## Altre competizioni internazionali
1989
- 9º alla 100 km del Passatore ( Firenze-Faenza), 100 km - 8h10'55"
- 44º alla Maratona di Venezia ( Venezia) - 2h34'19"

1990
- 8º alla 100 km del Passatore ( Firenze-Faenza), 100 km - 7h08'33"
- Oro alla Camminata di Novellara ( Novellara), 30 km - 1h39'12"
- Argento al Cross di Rovetta ( Rovetta)

1991
- Argento alla Maratonina dell'Epifania ( Cremona-Casalmorano) - 1h08'42"
- Argento al Cross di Ponte San Pietro ( Ponte San Pietro)
- 6º al Cross di Omate ( Omate)

1994
- Argento alla Camminata di Novellara ( Novellara), 30 km - 1h38'55"
- Oro alla Mezza maratona di Ostiano ( Ostiano) - 1h06'57"
- 8º alla Sierre-Zinal ( Canton Vallese), 31 km - 2h44'06"
- Oro alla Roncobello-Laghi Gemelli ( Roncobello) - 1h36'45"
- Oro all'Erba-Capanna Mara - 43'49"[7] (in squadra con Vito Cornolti)

1995
- Argento alla Maratona di Cesano Boscone ( Cesano Boscone) - 2h14'24"
- Bronzo alla Maratonina della Valle dei Laghi ( Pietramurata) - 1h04'32"
- Bronzo alla Mezza maratona di Ravenna ( Ravenna) - 1h04'34"
- 11º alla Mezza maratona di Gualtieri ( Gualtieri) - 1h05'15"
- Oro alla Maratonina dell'Epifania ( Cremona-Casalmorano)
- 13º alla Scarpa d'Oro ( Vigevano), 8 km - 25'26"
- 9º al Cross delle Pradelle ( Domegge di Cadore) - 33'16"
- Oro al Cross di Azzano ( Azzano San Paolo)
- Oro all'Erba-Capanna Mara - 43'16"[7] (in squadra con Traini)

1996
- Argento alla Maratona d'Italia ( Carpi) - 2h12'36"
- 12º alla Maratona di Torino ( Torino) - 2h14'39"
- 8º alla Maratona dell'Alto Adige ( Egna) - 2h23'53"
- Argento alla Maratona di Vigarano Mainarda ( Vigarano Mainarda) - 2h14'43"
- Oro alla Camminata di Novellara ( Novellara), 30 km - 1h36'17"
- 10º alla Mezza maratona del Garda ( Gargnano) - 1h02'36"
- Oro alla Mezza maratona di Ferrara ( Ferrara) - 1h03'40"
- Oro alla Maratonina dell'Epifania ( Cremona-Casalmorano)
- 8º alla Dieci Miglia del Garda ( Navazzo), 10 miglia - 50'09"
- Argento al Giro dei Gessi ( Cesena), 15,5 km - 48'06"
- 6º al Cross di Cossato ( Cossato) - 32'54"

1997
- 4° alla Maratona di Bergamo ( Bergamo) - 2h21'34"

2007
- 22º alla Mezza maratona di Treviglio ( Treviglio) - 1h14'55"

2012
- 8º alla Maratona d'Italia ( Carpi) - 2h34'53"
- Bronzo alla Mezza maratona di Cernusco Lombardone ( Cernusco Lombardone) - 1h15'35"
- 12º alla Mezza maratona sul Brembo ( Dalmine) - 1h16'44"
- 12º alla Scalata dello Zucco ( San Pellegrino Terme), 13 km - 1h12'37"
- 12º al Cross Baia del Re ( Fiorano al Serio)[12]

2013
- 8º alla Mezza maratona sul Brembo ( Dalmine) - 1h13'16"
- 25º alla Mezza maratona di Crema ( Crema) - 1h14'13"
- 15º alla Mezza maratona di Castel Rozzone ( Castel Rozzone) - 1h20'10"
- 31º ai Diecimila di Presezzo ( Presezzo) - 35'24"

2014
- 18º alla Milano Marathon ( Milano) - 2h35'34"
- 21º alla Mezza maratona di Treviglio ( Treviglio) - 1h14'08"
- 20º ai Diecimila Città di Bergamo ( Bergamo) - 33'38"

2015
- 14º alla Ultra K Marathon ( Salsomaggiore Terme), 50 km - 3h37'56"
- 28º alla Corsa sulla Quisa ( Villa d'Almè) - 35'23"[13]

2016
- Oro alla 6 h di Azzano ( Azzano San Paolo) - 74 km
- 31º alla Maratona di Ravenna ( Ravenna) - 2h44'06"
- 13º alla Mezza maratona di Pavia ( Pavia) - 1h19'49"
- 6° alla Corsa sulla Quisa (] Villa d'Almè) - 34'58"[14]
- 27° al Palio delle Porte ( Martinengo) - 27'47"